# Nova Guarita
Nova Guarita est une municipalité brésilienne située dans l'État du Mato Grosso.